# UTC+10
UTC+10 je vremenska zona.

## Kao standardno vreme (cele godine)
- Australija
  -  Kvinslend
- Federalne Države Mikronezije
  -  Čuk,  Jap i okolna područja
- Papua Nova Gvineja
- Rusija — Jakutsko vreme (MV+6; od 2011)
  -  Amurska oblast
  -  Zabajkalski kraj
  -  Zapadni deo Republike Sahe (uklj. Jakutsk)

Zavisne teritorije:
- Gvam (SAD)
- Severna Marijanska ostrva (SAD)

## Kao standardno vreme samo zimi (južna hemisfera)
- Australija
  -  Australijska Prestonička Teritorija
  -  Novi Južni Vels (osim Brouken Hila i ostrva Lorda Haua)
  -  Tasmanija
  -  Viktorija